# Simo Lampinen

Simo Lampinen (rođen 22. lipnja 1943.) je finski reli-vozač. Jedan je od prvih vozača koji je nosio nadimak "leteći finac".
U mladosti je prebolio poliomijelitis, a kao posljedica mu je ostalo oštećenje udova, te mu je odobrena vozačka dozvola u dobi od 17 godina kako bi mogao lakše doći do škole. Ubrzo se počeo natjecati, te je osvojio Finsko prvenstvo u reliju zaredom 1963. i 1964., te ponovno 1967. i 1975. Prve pobjede ostvario je vozeći Saab 96, nakon čega je prešao za volan Lancie 1970. u kojoj je nastavio pobjeđivati. Vozio je i za Peugeot, Fiat, te Triumph, iako manje uspješno. Uspješno je nastupao na utrkama Svjetskog prvenstva u reliju, međutim nije zabilježio niti jednu pobjedu.